# 職の体系
職の体系（しきのたいけい）とは、日本の歴史上、中世における、重層的土地支配構造を指し示す用語である。平安時代中期から太閤検地まで、主に西日本で見られた。
「職」（しき）とは、元来土地支配上の職務のことであるが、職権に伴う一定の収益権限も「職」と呼ばれた。ここで言うものは後者の意味である。

## 沿革

### 成立
8世紀後期頃から始まった古代の戸籍制度の崩壊は、平安時代に入っても止まらず、平安時代中期には、国家による直接の人民支配はもはや不可能になった。このため国家による租税徴収体制は、律令制的な人的支配の枠組みから中世的な土地支配の枠組みへと移行していった。この土地支配の単位を名と呼ぶが、この頃、郡司、土着国司などを出自とする田堵と呼ばれた富豪層は、名の経営を請け負い、負名と呼ばれるようになっていった。
公領経営に深く携わるようになった田堵は、名主の地位を得て耕地の経営に当たるとともに、自ら墾田して領主（開発領主）となったが、自領が公領に収公されることを防ぐため、その土地を荘園として受領層に寄進し、自らは荘官として土地の実効支配権を持ちながら、一定の税を寄進先の受領層に納めた（職権留保付寄進）。こうして荘園を持つようになった受領層を領家と呼ぶが、領家と同階層の国司による荘園の収公が続いたため、これを防ぐため、更に権門層に寄進することとなった。こうして荘園を集積した権門層を本家と呼ぶ。また、本家・領家のうち、荘園の実効支配権を持つ者を本所（ほんじょ）と呼んだ。
こうした荘官、領家、本家と重層的になった土地支配の構造において、各主体の保有する権利を「職」と呼び、荘官は預所職、領家は領家職、本家は本家職を保有した。
一方、国司請負制により権限が強化された国司は公領を自領のように扱いはじめ、田堵を在庁官人に任命し、郷司、保司等として地方行政官とした。郷司、保司等は一定の税を国司に納め、国司は更に一定の税を朝廷に納めた。
この場合、郷司は郷司職、保司は保司職と呼ばれ、実際の現地支配において荘園と公領の区別は外見上ほぼなくなった。それぞれの職の保有する取り分を作合（さくあい）といい、このような重層的な土地支配体系を「職の体系」という。
なお、近年の研究では、荘園の職の体系についての理解としての「職権留保付寄進」という概念に疑問が呈されている。

### 確立
11世紀頃になると、内裏や大寺社の再建を目的とした臨時課税をするため、たびたび荘園整理令が出されたが、これにより基準年以前に発生していた荘園は臨時課税の対象として正式に公認化されることとなり、それまで散在していた荘園を一つの領域に統合する措置も行われた。このように一円化して領域性を高めた荘園にも名田制は採用され、各々の国内の荘園・国衙領への一律的な課税（一国平均役）が行われるようになった。
12世紀に入ると、荘園の増大で税収が減り、上級貴族に俸給を払えなくなった朝廷は、彼らに知行国として国を与え、その国に関する国司の任命権と税収を与えた。同様に皇族にも院宮分国制が敷かれ、こうして権門層たる上級貴族、受領層たる国司、大名田堵たる郷司・保司等が結びつき、荘園制とほとんど変わらぬ構造となった。このように、荘園と郡、郷、保に再編成された国衙領（公領）を個々の収取単位とする体制を荘園公領制と呼ぶ。
公認化された荘園の領主は、田地の地子（じし）（賃租料）に加え、調、庸や徭役にあたる公事（くじ）も徴収し、同様に公領においても租税体系は一本化した。この一本化した税は年貢と呼ばれるようになった。
荘園公領制の確立と軌を一にして、在地領主は彼ら同士の土地争いの解決のため武装し、武士となっていった。鎌倉幕府の成立に従い、主に東国の武士は鎌倉幕府に奉公する御家人となり地頭に補任され、所領の支配権が鎌倉幕府に保証された。当初は地頭職というものはなく、あくまで荘官や郷司、保司のうち幕府と主従関係を結んだものが地頭と呼ばれていた。しかし承久の乱以降は西日本を中心に荘官と地頭が並立する荘園も見られ、後述するように地頭請が行われるようになると、徐々に地頭職という観念が定着した。

### 変質
幕府による地頭に対する土地支配権の安堵によって、現地支配の場で見受けられた荘園の国司に対する不安定な法的地位が安定したことにより、地頭は、これまでの重層的な土地支配関係を解消し、一元的な土地支配を指向するようになっていった。このような一元的支配を一円知行といい、一円内の年貢を地頭が荘園領主や国司に対して請け負う地頭請が行われ始めた。この場合の地頭の権利は地頭職と呼ばれた。一方で西国では百姓が地縁的な結合を強め、村落を形成し、地頭とは別個に荘園経営を請け負う百姓請も見られるようになった。また、地頭と荘園領主との間で作合を巡る争いの解決方策として下地中分が行われ始めた。
鎌倉時代中期以降、元寇に際し神風が吹いたのは神仏の加護によるものであるとの考えから徳政令の一環として寺社の所領を確保する神領興行令が相次いで出された。これにより、一円知行は地頭側からだけでなく荘官や領家が本所や地頭による干渉を排除する方向でも進んだ。これらの動きにより、領家職を持つ地頭や地頭職を持つ領家が現れるなど、従来の身分格差に応じた体系が崩れだし、荘園・公領における領家職・地頭職のあり方が大きく変わることとなった。更に建武の新政では諸国の本家・領家職が廃され、官社解放令が出されるなど一円化は急速に進んだ。
このような状況のもと室町時代になると、公家領、武家領という概念が定着し諸法令上も一円知行を前提とした規定が見られるようになった。一方で守護の権力が強大化し、守護領国制の成立を目指して、在庁官人を含む鎌倉期の地頭、国人を被官化し、国衙や彼らの所持していた領地を掌握し始めた。この時期には守護が自国の領内における荘園、公領の年貢を本家、領家や知行国主に対して請け負う守護請が広まったが、このような守護の権利も守護職と呼ばれた。
この頃になると、直接の耕作者である作人の耕作権が作職として確立し、惣村の形成が見られ始めた。また、作職を持つ者が下作人と呼ばれる小作人に耕作される事例も見られ、作職も細分化されるようになる。更に職そのものが、本来の身分的な性格から単なる得分権となり、在地領主的な職を本家や領家が直接保持する場合や、その逆の場合が見られてきた。更に公武の利害関係を包括的に調整できる室町幕府の体制により、下地中分などによる荘園の再編成がすすみ、寺社本所による一円領や武家一円領が定着した。

### 衰退期
戦国時代になると、守護大名に代わった戦国大名は、土地の一円知行をより進めていき、荘園制は崩壊した。
最終的には太閤検地により、土地には直接の耕作者の権利しか認められなくなり、以前までの重層的支配構造は名実共に解消された。